# Танака Міна
Танака Міна (яп. 田中 美南; нар. 28 квітня 1994) — японська футболістка. Вона грала за збірну Японії.

## Клубна кар'єра
У 2011 році дебютувала в «Ніттере Бередза».

## Кар'єра в збірній
У червні 2013 року, її викликали до національної збірної Японії на Algarve Cup. На цьому турнірі, 8 березня, вона дебютувала в збірній у поєдинку проти Німеччини. З 2013 рік зіграла 39 матчів та відзначилася 16-а голами в національній збірній.

## Статистика виступів
| Збірна Японії | Збірна Японії | Збірна Японії |
| Рік           | Матчі         | Голи          |
| ------------- | ------------- | ------------- |
| 2013          | 4             | 1             |
| 2014          | 0             | 0             |
| 2015          | 2             | 0             |
| 2016          | 0             | 0             |
| 2017          | 14            | 5             |
| 2018          | 15            | 8             |
| 2019          | 4             | 2             |
| Загалом       | 39            | 16            |